# Liudas Mažylis
Liudas Mažylis (ur. 19 maja 1954 w Kownie) – litewski naukowiec i polityk, profesor Uniwersytetu Witolda Wielkiego, deputowany do Parlamentu Europejskiego IX i X kadencji, poseł na Sejm Republiki Litewskiej.

## Życiorys
W 1972 ukończył szkołę średnią w Kownie, a w 1977 studia z zakresu chemii na Uniwersytecie Wileńskim. Do 1990 pracował w Instytucie Kardiologii w Kownie, doktoryzował się w 1985. Pod koniec lat 80. działał w niepodległościowym ruchu Sąjūdis. W pierwszej połowie lat 90. zasiadał w radzie miejskiej Kowna. Od 1990 był zastępcą redaktora naczelnego wydawanego przez miasto pisma „Kauno laikas”, zaś w latach 1993–1998 kierował lokalnym centrum prasowym. Od 1995 należał do Litewskich Chrześcijańskich Demokratów. W 2008 wraz ze swoim ugrupowaniem przystąpił do Związku Ojczyzny.
W 1997 powrócił do pracy naukowej, został wówczas wykładowcą na wydziale politologii i dyplomacji Uniwersytetu Witolda Wielkiego, w 2000 objął stanowisko docenta. W 2007 habilitował się w zakresie zarządzania i administracji. W 2008 został profesorem Uniwersytetu Witolda Wielkiego.
W 2017 w berlińskich archiwach odnalazł ręcznie spisany akt niepodległości Litwy z 16 lutego 1918, co przyniosło mu uznanie i rozpoznawalność.
W 2019 był liderem listy Związku Ojczyzny w wyborach europejskich, uzyskując w wyniku głosowania mandat posła do PE IX kadencji. Sprawował go do końca kadencji w lipcu 2024, nie uzyskując w reelekcji. W tym samym roku został wybrany do Sejmu Republiki Litewskiej. W grudniu 2024 powrócił do Europarlamentu, obejmując mandat posła X kadencji zwolniony przez Andriusa Kubiliusa.